# Totalgewinnprognose
Totalgewinnprognose oder Überschussprognose ist ein Begriff aus dem deutschen Steuerrecht. Verluste aus einer Einkünftequelle werden vom Finanzamt nur anerkannt, wenn nachgewiesen wird, dass insgesamt betrachtet ein Gewinn oder Überschuss aus einer Unternehmung oder Einkunftsquelle erzielt werden kann. Dies ist durch eine Totalgewinnprognose nachzuweisen.

## Prognosezeitraum
Betrachtet wird hier der voraussichtliche oder vergangene Nutzungszeitraum. Für diesen werden die Einnahmen zuzüglich eines Sicherheitsaufschlages und die Ausgaben abzüglich eines Sicherheitsabschlages von jeweils zehn Prozent gegenübergestellt. Ist die Differenz positiv, so wird von einer Einkünfteerzielungsabsicht ausgegangen.
Ist das Ergebnis negativ, können mit dem Wirtschaftsgut anfallende Werbungskosten oder Betriebsausgaben nicht oder nur teilweise berücksichtigt werden. 

## Vermietung (Rechtslage bis 2011)
- Unterstellt wird vom Finanzamt regelmäßig fehlende Einkünfteerzielungsabsicht, wenn die Bruttomiete einer Wohnung unter 56 % der ortsüblichen Bruttomiete liegt.
- Im Bereich von 56 % bis 75 % ist die Einkünfteerzielungsabsicht anhand der Totalüberschussprognose zu prüfen.
- Liegt die Bruttomiete über 75 % der ortsüblichen Miete, so ist regelmäßig von einer Einkünfteerzielungsabsicht auszugehen.
- Sonderfälle können aufwändige Sanierungen oder eine kurze Nutzungsdauer darstellen, bei denen unterstellt wird, Verluste mit privaten Einnahmen steuerlich verrechnen zu wollen.

Beispiel:

A erwirbt für 100.000 Euro eine Eigentumswohnung. Er lässt diese für 30.000 Euro sanieren und vermietet sie für 500 Euro monatlich. Die Werbungskosten betragen 100 Euro monatlich. Die ortsübliche Bruttomiete beträgt für die Wohnung 750 Euro. Nach fünf Jahren kündigt er dem Mieter, verkauft anschließend die Wohnung für 200.000 Euro.
Der Kaufpreis oder Verkaufserlös spielt für die Berechnung keine Rolle. Die Wohnung wird nur zu 66 % der ortsüblichen Miete vermietet. Selbst wenn A über 75 % der ortsüblichen Miete verlangt hätte, würde ihm eventuell fehlende Gewinnerzielungsabsicht unterstellt. A muss die Gewinnerzielungsabsicht dem Finanzamt anhand einer Überschussprognose für den Zeitraum von 5 Jahren nachweisen.
Die Einnahmen betragen (5 Jahre × 500 Euro × 12 Monate) zzgl. 10 % = 33.000 Euro
Die Ausgaben betragen (5 Jahre × 100 Euro × 12 Monate) + 30.000 Euro abzgl. 10 % = 32.400 Euro
Die Überschussprognose ist positiv. A muss dem Finanzamt gegenüber keinen Werbungskostenabzug vornehmen. 
Anmerkung: Bei unbefristeten Mietverhältnissen ist von einer Nutzungsdauer von 30 Jahren auszugehen.

## Vermietung (Rechtslage seit 2012)
Aufgrund der Neufassung des § 21 Abs. 2 EStG wird bei langfristig angelegter Wohnungsvermietung ein Totalüberschuss unterstellt, wenn die Miete 66 % der ortsüblichen Bruttomiete beträgt. Beträgt die Miete weniger als 66 %, wird die Vermietung in einen entgeltlichen und einen unentgeltlichen Teil aufgeteilt. Die Werbungskosten, die auf den unentgeltlichen Teil entfallen, sind nicht abzugsfähig. Für den entgeltlichen Teil wird ebenfalls ein Totalüberschuss unterstellt. Damit ist eine Überschussprognose bei auf Dauer angelegter Wohnungsvermietung im Regelfall nicht erforderlich.  

## Vermietung (Rechtslage seit 2021)
Mit dem Jahressteuergesetz 2020 wurde in § 21 Abs. 2 Satz 1 EStG die Angabe „66 Prozent“ durch die Angabe „50 Prozent“ ersetzt. 